# Periodismo jurídico
O periodismo jurídico pode ser compreendido como o produto científico resultante da publicação de jornais e revistas especializados voltados às relações disciplinares (e interdisciplinares) do Direito. 
Estas publicações, que começaram a aparecer na Europa do Século XVIII, despertaram o interesse especial do historiadores de Direito. Para estes pesquisadores, as informações impressas nestes periódicos apresentam-se como uma verdadeira fonte para compreender a evolução do Direito.
O estudo dos periódicos como fonte histórica do Direito é, de certa forma, recente. Surge nas pesquisas de Paolo Grossi (Itália) e André-Jean Arnaud (França), quando eles passam a buscar informações e dados que possam dar novas perspectivas aos estudos das Ciências Jurídicas. 
Ao poucos, o movimento cresceu. Para seus seguidores, as revistas e jornais jurídicos representam uma inesgotável fonte para o estudo da História do Direito. Este periódicos ajudam a compreender como o Direito evoluiu até os nossos dias. 
Como objetivo, o periodismo jurídico tenta contrapor os prejuízos causados por perspectivas dogmáticas monolíticas, procurando fundamentar sínteses futuras que permitirão redesenhar novos entendimentos do Direito (e da realidade histórica).
É importante não confundir periodismo jurídico como periodismo judicial. O Periodismo Judicial refere-se à cobertura jornalística das atividades nos Tribunais, o desenrolar dos processos, os julgamentos, etc. Tem mero cariz jornalístico. 

## O movimento periodista
Foi o italiano Paolo Grossi (1997) o grande pioneiro e entusiasta das investigações posteriormente realizadas sobre o periodismo jurídico. Ele defendia que a história das revistas restitui a complexidade do Direito Moderno; a complexidade do cultural; a complexidade da substância. Para Grossi, as revistas jurídicas espelham com nitidez um itinerário que evidencia com clareza a estabilidade, as variações e as revoluções de uma época.
Luís Bigotte Chorão (2002) levantou todos os periódicos jurídicos editados em Portugal do Século XIX. No trabalho, o investigador defendeu que não bastaria uma simples individualização dos títulos da imprensa jurídica lusitana. Ele buscou apurar as diferentes expressões da influência exercida na cultura jurídica pelo movimento periodístico que pesquisou. Assim, revirou a biografia ou bio-bibliografia dos diversos nomes ligados àqueles periódicos. Antes dele, Guilherme Braga da Cruz (1967) já havia se dedicado ao tema.
O brasileiro Armando Soares de Castro Formiga (2005) identificou e catalogou todos os periódicos jurídicos publicados no Brasil oitocentista. Eram revistas e jornais editados por associações acadêmicas, livrarias e editoras privadas. Depois, por força das leis republicanas, ligavam-se às Faculdades de Direito e aos Tribunais de Justiça Estaduais. Para o autor, a história dos periódicos conecta-se diretamente à infância da cultura jurídica do Brasil. Como estratégia, Formiga identificou os atores envolvidos no jornalismo jurídico, mensurando-se a contribuição de cada um dos personagem naquele processo. 

## Aparecimento do jornalismo jurídico
O século XIX possibilitou o crescimento do periodismo generalista (e depois, especializado) ao redor do mundo, um fenômeno explicado pela nova técnica usada na fabricação do papel e a produção de impressoras mais rápidas. O movimento liberal, que eclodiu na França e nos Estados Unidos, prenuncia o fim da censura, garantindo a liberdade de expressão. O jornalismo cresce exponencialmente em território francês e americano. 
Com o surgimento do periodismo especializado, dinamiza-se a produção intelectual, cultural e científica. Na esfera jurídica, os periódicos ajudaram na divulgação de textos fartamente impregnados pelo frescor doutrinário daquela época. Além do doutrinal, dava-se publicidade aos julgados; divulgava-se novas leis; comentava-se os códigos (afinal, vivia-se o Século da Codificação).

### França
Com espírito de vanguarda, o jornalismo jurídico apareceu na França no último quartel do século XVIII. Dentre as publicações, vale a pena citar: Journal des Causes Célèbres (Paris, 1773); Gazette des Tribunaux (Paris, 1786); Jurisprudence de la Cour de Cassation (Paris, 1791).

### Alemanha
Coube ao fundador da Escola Histórica do Direito, Friedrich Carl von Savigny, a deflagração do periodismo jurídico na Alemanha oitocentista: Zeitschrift für geschichtliche Rechtwissenschaft (1815); depois Archiv der Gesellschaft für aeltere deutsche Geschichtskunde (1820) e Zeitschrift für deutsche Recht (1820). 

### Itália
Também no início do século XIX, são publicados na Península Itálica: Raccolta delle più importanti decisioni dei Suprimi Tribunali de contenziosa (1816); Repertorio generale di giurisprudenza dei Tribunali Romano (1817); Diario Forense Universale (1823); Annali di giurisprudenza (1839)

### Espanha
Na Espanha, é possível anotar as seguintes iniciativas: Gaceta de los Tribunales (1834); Anales Administrativos (1834); Boletín de Jurisprudencia y Legislación, Crónica Jurí-dica (1839); La Universidad y El Foro (1843/1845); El Foro Nacional; Revista General de Legislación y Jurisprudencia.

### Portugal
Em Portugal, vale a pena citar iniciativas distintas pela longevidade como: Revista de Legislação e de Jurisprudência (1868), O Direito (1868); a Revista dos Tribunaes (1882). 

### Brasil
Logo depois da coroação de D. Pedro II, publica-se no Rio de Janeiro o primeiro periódico jurídico brasileiro: A Gazeta dos Tribunaes (1843), resultado do esforço do conselheiro Francisco Alberto Teixeira de Aragão. Em periodismo jurídico no Brasil do Século XIX, Formiga (2010) catalogou 52 periódicos jurídicos, editados entre 1843 e 1900. Destacam-se, ainda: Revista do Instituto da Ordem dos Advogados Brasileiros (1862); Gazeta Jurídica (1873); O Direito (1873). Periódicos publicados pelas academias de Direito ou por seus estudantes: Ensaio Philosophico Pernambucano Periódico Scientifico e Litterario (Recife, 1857); Revista Acadêmica – Jornal de Sciencias e de Litteratura (Recife, 1858); Revista da Academia de São Paulo – Jornal Scientifico, Jurídico e Histórico (São Paulo, 1859); Annaes do Ensaio Acadêmico (São Paulo, 1862); Revista Mensal do Ensaio Jurídico – Jornal Acadêmico (Recife, 1863); Faculdade do Recife – Jornal Acadêmico (Recife, 1863); O Futuro – Periódico Scientifico e Litterario (Recife, 1864); Jornal do Ensaio Literário (Recife, 1864); Revista Acadêmica de Sciencias e Lettras (Recife, 1876); A Estrea – Revista Scientífica e Litterária dos Acadêmicos do 1º Anno (Recife, 1876); Ensaio Jurídico e Litterário (Recife, 1878); Direito e Lettras – Revista Acadêmica do Atheneu Jurídico Litterario (São Paulo, 1878); Gazeta Acadêmica de Sciencias e Lettras (Recife, 1879); Ihering – Folha Jurídica e Philosophica (São Paulo, 1882); Revista Acadêmica da Faculdade de Direito do Recife (Recife, 1891); Re-vista da Academia de Direito da Bahia (Salvador, 1892); Revista Acadêmica da Faculdade Livre de Direito do Rio de Janeiro (Rio de Janeiro, 1892); Revista da Faculdade de Direito de São Paulo (São Paulo, 1893); Imprensa Acadêmica (Ouro Preto, Minas Gerais, 1893); Revista da Faculdade Livre de Direito do Estado de Minas Geraes (Ouro Preto, 1894); Revista Acadêmica (Rio de Janeiro, 1894); Revista Jurídica (Rio de Janeiro, 1895); Revista da Faculdade Livre de Direito da Cidade do Rio de Janeiro (Rio de Janeiro, 1899).